# Harry Hammond Hess
Harry Hammond Hess (New York, 24 maggio 1906 – Woods Hole, 25 agosto 1969) è stato un geologo e ammiraglio statunitense, giudicato uno dei padri della teoria della tettonica a zolle.

## Biografia
Laureato nel 1927 in geologia all'Università Yale, dopo essersi iscritto inizialmente (1923) in ingegneria elettrica nella stessa università, lavorò come geologo in Rhodesia per due anni, prima di ritornare all'Università di Princeton e conseguire un dottorato con uno studio sulle peridotiti.
Dopo aver insegnato, nell'anno accademico 1932-1933, alla Rutgers University e aver svolto attività di ricerca l'anno seguente al Carnegie Institute di Washington, nel 1934 fu accolto all'Università di Princeton dove rimase per tutta la vita, se si eccettuano dei brevi periodi trascorsi come visiting professor in Sudafrica e in Inghilterra, all'Università di Cambridge.
Durante la II guerra mondiale Hess comandò la USS Cape Johnson, una nave da trasporto dotata di sonar, uno strumento nuovo per l'epoca che gli permise di studiare il fondale oceanico permettendogli fra l'altro la scoperta dei guyot. Terminata la guerra rimase nella Marina statunitense come ufficiale di riserva, ossia disponibile in caso di emergenza, raggiungendo il grado di ammiraglio.

## L'espansione dei fondali oceanici
Alla fine degli anni cinquanta Hess elaborò la teoria nota come "Sea-floor spreading" (espansione dei fondali oceanici), fatta circolare dapprima come preprint in un rapporto dell'Office of Naval Research (1960) e pubblicata nel 1962 nel volume "History of Ocean Basins", la cui diffusione fu di importanza fondamentale per l'affermazione definitiva della teoria della "Deriva dei continenti" e che valse all'autore nel 1966 il Premio Internazionale Antonio Feltrinelli dell'Accademia dei Lincei. La teoria, confermata successivamente dalle ricerche paleomagnetiche di Matthews e Vine, venne così riassunta dallo stesso Hess:
(Harry Hammond Hess, "History of Ocean Basins" in Petrological Studies: Buddington Memorial Volume, New York: Geological Society of America, 1962, p. 609.)

## Opere
- Harry Hammond Hess, Arie Poldervaart, Basalts : the Poldervaart treatise on rocks of basaltic composition, New York etc., Interscience Publishers, 1967-1968.
- Harry Hammond Hess et al, Caribbean geological investigations, New York, The geological society of America, 1966.
- Harry Hammond Hess, Stillwater igneous complex, Montana : a quantitative mineralogical study, with an appendix by J. R. Smith on Optical properties of low-temperature plagioclase, New York, Geological Society of America, 1960.
- Harry H. Hess (a cura di), Caribbean geological investigations, New York, Geological Society of America, 1966.
- Harry Hammond Hess, The Ocean floor and a Dynamic Earth, Roma, Accademia Nazionale dei Lincei, 1968,  adunanze premi fondazione Feltrinelli, vol. I fasc. 4.